# NA-1740
La NA-1740 es la carretera en Navarra (España) que une el Valle de Baztán (Irurita) con el valle de Esteribar (Eugui). Pasa por el puerto de Artesiaga y conecta la zona norte de Navarra con el Pirineo.

## Recorrido
| Denominación | Kilómetro | Salida                         | Carretera                      | Dirección                      |
| ------------ | --------- | ------------------------------ | ------------------------------ | ------------------------------ |
| NA-1740      | 6         | Travesía del Alto de Artesiaga | Travesía del Alto de Artesiaga | Travesía del Alto de Artesiaga |
| NA-1740      | 22        | Travesía de Irurita            | Travesía de Irurita            | Travesía de Irurita            |
| NA-1740      | 22        |                                | NA-2540                        | Ziga Berroeta Pamplona         |
| NA-1740      | 22        |                                | NA-2540                        | Elizondo Bayona Biarritz       |

- Datos: Q12264038